# 島田稔
島田 稔（しまだ みのる、1952年9月18日 - ）は元NHKアナウンサー。

## 人物
鹿児島県生まれ東京育ち。都立武蔵丘高校、早稲田大学卒業後の1975年入局。初任地は大分。室蘭、ラジオセンター、1999年大分、2003年奈良、その後大分。2017年3月限りで退職。NHK文化センター大分教室で講師をしている。

## 過去の担当番組
室蘭局時代
- お達者くらぶ　長寿列島　北南「かたり部じいさんの紙芝居」 ＜ふるさと名所ガイド＞「洞爺湖温泉」（1983年03月02日）

ラジオセンター時代
- スポーツ中継他

大分局時代
- FMリクエストアワー
- ゆうどき5おおいた　編集責任
- ひるまえスタジオおおいた　編集責任

奈良局時代
- 上方演芸会　（司会）